# Gippsland Falcons SC
Gippsland Falcons SC (założony jako IASCO) – australijski klub piłkarski z siedzibą w Morwell (Wiktoria), założony w 1961 roku. W latach 1992–2001 uczestniczył w rozgrywkach National Soccer League (NSL). Dwukrotny mistrz stanu Wiktoria (1984, 1989). Rozwiązany w 2001 roku.

## Historia
Klub IASCO został założony w 1961 roku przez Włoskich imigrantów i przystąpił do lokalnych amatorskich rozgrywek. W 1964 roku klub zmienił nazwę na Morwell Falcons SC. W 1974 roku klub zadebiutował w rozgrywkach Victorian Provisional League, wygrywając w tych rozgrywkach w latach: 1974 i 1975. W latach 1982 – 1992  Morwell Falcons uczestniczył w rozgrywkach Victorian State League (pierwszy poziom rozgrywek w stanie Wiktoria), zdobywając dwukrotnie tytuł mistrzowski w 1984 roku i 1989 roku.
W sezonie 1992/1993 Morwell Falcons przystąpił do rozgrywek krajowej ligi National Soccer League. Morwell Falcons zainaugurował rozgrywki w NSL w dniu 7 października 1992 roku w domowym spotkaniu przeciwko Sydney Olympic. Spotkanie zakończyło się zwycięstwem gospodarzy w stosunku 2:0.  W inauguracyjnym sezonie klub zajął 12. miejsce w sezonie zasadniczym i nie awansował do serii finałowej rozgrywek.
W 1994 roku klub Morwell Falcons zwyciężył w stanowych rozgrywkach pucharowych – Dockerty Cup. W finale pokonał drużynę Melbourne Zebras w stosunku 1:0.
W sezonie 1994/1995 klub osiągnął najlepszy rezultat w historii swoich występów w NSL. Sezon zasadniczy ukończył na 4. miejscu i uzyskał awans do serii finałowej. W serii finałowej w fazie eliminacji Morwell Falcons w dwumeczu podejmował zespół South Melbourne FC. Dwumecz zakończył się porażką drużyny Morwell Falcons w stosunku 1:6 (I. mecz 0:1; II. mecz 5:1). Był to jedyny występ w serii finałowej rozgrywek NSL w historii klubu. Po sezonie 1995/1996 klub zmienił nazwę na Gippsland Falcons SC w celu utożsamienia przynależności klubu do regionu Gippsland.
Sezon 2000/2001 był ostatnim sezonem funkcjonowania klubu, w którym wystąpił pod nazwą Eastern Pride. Klub w sezonie 2000/2001 wycofał się z rozgrywek po 26. kolejce sezonu zasadniczego, zajmując ostatecznie przedostatnie 15. miejsce w lidze NSL. Ostatni oficjalny mecz klub w NSL rozegrał w dniu 7 kwietnia 2001 roku przeciwko drużynie Canberra Cosmos. Spotkanie zakończyło się porażką Eastern Pride w stosunku 1:7. Po wycofaniu się z rozgrywek klub został rozwiązany.

## Sukcesy
- Mistrz Victorian State League (2): 1984, 1989;
- Mistrz Victorian Provisional League (2): 1974, 1975;
- Zwycięzca pucharu Dockerty Cup (1): 1994.